# Quello che dai
Quello che dai è un singolo del cantante pop italiano Marco Carta, pubblicato il 7 maggio 2010 dall'etichetta discografica Warner Music Italy. La canzone è stata scritta dal cantautore inglese James Morrison.
Il singolo ha anticipato la pubblicazione dell'album Il cuore muove, prevista per il 25 maggio 2010, e ha debuttato direttamente alla 1ª posizione della Top Singoli.

## Il video
Il video musicale, per la regia di Gaetano Morbioli, ha come protagonista un giocatore di rugby, Luca (interpretato da Tommaso Iotti, vero trequartista dei Rangers Vicenza Rugby) che, pur di ottenere la popolarità, è disposto a tutto, anche a compiere un grave fallo, durante una partita che sfocia nell'espulsione. Da quel momento la sua vita cambia, dovrà riconquistare la fiducia di tutti, giocatori e mister, riuscendoci grazie all'aiuto della sua ragazza che gli scrive una lettera. Il video termina con la vittoria della squadra grazie ad una meta di Luca.
Il video è stato interamente girato a Vicenza, sia presso il campo da rugby dei Rangers Vicenza che in altre zone della città, come i portici di Monte Berico e l'Arco delle Scalette, dove il protagonista compie una salita stile Rocky Balboa).

## Passaggi in radio
Così come molti altri singoli usciti nello stesso periodo, Quello che Dai è rimasta esclusa dalle playlist di molte emittenti radiofoniche nazionali, che hanno deciso di bloccare tutte le nuove uscite a seguito di una disputa con il SCF Consorzio Fonografici, il quale ha richiesto un aumento dei diritti per la trasmissione dei brani da parte delle radio.
In compenso il singolo ha ricevuto un ottimo riscontro dalle radio locali e nella radio nazionale Kiss Kiss Network che non hanno partecipato alla protesta.

## Tracce
Download digitale
1. Quello che dai - 3:22 (Tim Kellett, James Morrison Catchpole, James Morrison)

## Classifiche
| Classifica (2010) | Posizione massima |
| ----------------- | ----------------- |
| Italia            | 1                 |